# Benjamin Stambouli
Pour les articles homonymes, voir Stambouli.
Benjamin Stambouli, né le 13 août 1990 à Marseille, est un footballeur français qui évolue au poste de milieu de terrain ou de défenseur central au FC Metz.
Pouvant évoluer au poste de défenseur central comme à celui de milieu défensif et arrière droit, il finit sa formation au Montpellier Hérault Sport Club avec lequel il remporte la Coupe Gambardella en 2009.
En 2010, il commence sa carrière professionnelle  dans le même club qui obtient le titre de champion de France en 2012. Il fait un court passage en Angleterre, au Tottenham Hotspur Football Club, avant de signer au Paris Saint-Germain comme doublure de Marco Verratti.

## Biographie
Il est le fils d'Henri Stambouli, ex-directeur du centre de formation de l'Olympique de Marseille, et également le neveu de Laurent Banide, ancien entraîneur de l'AS Monaco et le petit-fils de Gérard Banide, ancien entraîneur de l'AS Monaco et de l'Olympique de Marseille,.

### En club

#### Montpellier Hérault SC (2004-2014)

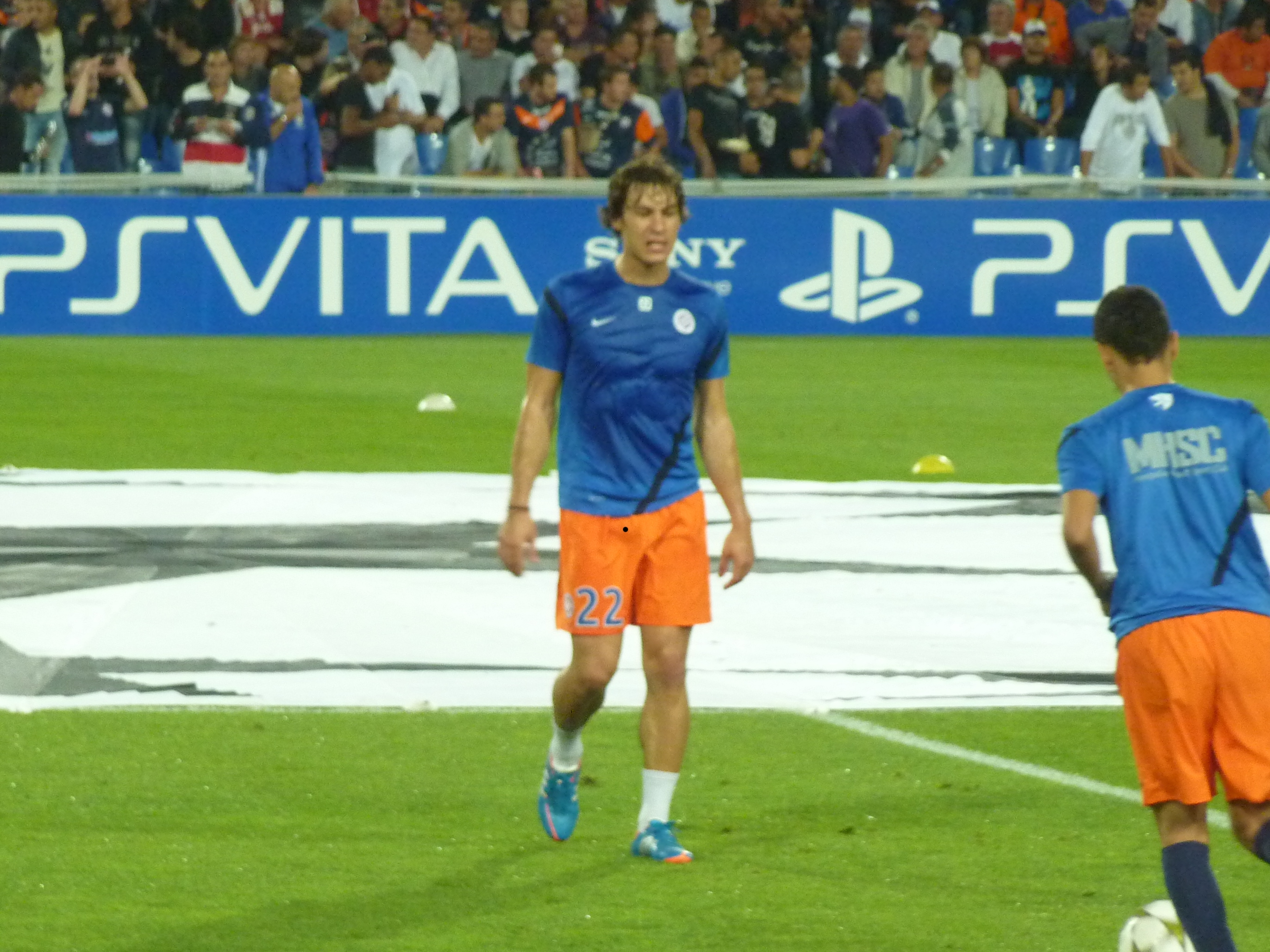
Benjamin Stambouli avant le match face à Arsenal en Ligue des champions le 18 septembre 2012.

Benjamin Stambouli gagne la coupe Gambardella en 2009, avec notamment, Rémy Cabella, Younès Belhanda et Abdelhamid El Kaoutari.
Il signe son premier contrat professionnel au Montpellier Hérault Sport Club, au début de l'année 2010. Il joue son premier match professionnel lors de la première journée de Ligue 1 contre les Girondins de Bordeaux en tant que titulaire. Le 23 avril 2011, il joue la finale de la Coupe de la Ligue perdue 1-0 contre l'Olympique de Marseille.
Le 20 mai 2012, il décroche le titre de champion de France avec le club montpelliérain après avoir joué 26 matchs de championnat et délivré deux passes décisives.
Le 13 avril 2013, il marque son premier but professionnel lors d'une défaite au stade Jacques-Chaban-Delmas. La saison suivante, il marque trois nouveaux buts dont deux en Ligue 1 et un en 16e de finale de Coupe de la Ligue contre Sochaux.

#### Tottenham Hotspur (2014-2015)
Le 1er septembre 2014, il s'engage avec Tottenham Hotspur Football Club pour cinq ans et une somme d'environ six millions d'euros. Il marque son premier but sous ses nouvelles couleurs contre le Partizan Belgrade en Ligue Europa et offre la victoire au Spurs (1-0). C'est également son premier but européen. Jouant 12 matchs de championnat, il quitte le club anglais pour revenir en France puisqu'il signe au Paris Saint-Germain Football Club en juillet 2015.

#### Paris Saint-Germain (2015-2016)
Le 21 juillet 2015, il s'engage au Paris Saint-Germain pour cinq ans en provenance de Tottenham  pour 9 millions d'euros. Il récupère le no 4 laissé vacant par Yohan Cabaye. Il dispute son premier match officiel sous le maillot parisien en remplaçant à la 70e minute Marco Verratti lors du Trophée des champions (victoire 2-0) et remporte à cette occasion son premier trophée avec le club de la capitale. Lors de son entrée en jeu pour son premier match à domicile au Parc des princes, il se fait siffler par une partie du public. Avec le temps et au fur et à mesure des matchs, il monte en puissance et s'intègre de mieux en mieux au collectif. Le 13 janvier, il est titulaire contre l'Olympique lyonnais en quart de finale de la Coupe de la Ligue (victoire 2-1), auteur d'une bonne prestation il sort cette fois-ci sous les applaudissements. Il est sacré champion de France de Ligue 1 après la victoire 9-0 contre l'ESTAC, confrontation durant laquelle il était titulaire. En fin de saison, alors que le titre de Champion de France est assuré et que le PSG doit composer avec de nombreux blessés, Benjamin Stambouli est régulièrement titulaire comme contre Guingamp (victoire 2-0), où il occupe le poste de sentinelle. Pour la saison 2016-2017, la nomination de l'entraineur Unai Emery compromet son avenir dans le club de la capitale, alors que Grzegorz Krychowiak signe en concurrent direct.

#### Schalke 04 (2016-2021)
Le 26 août 2016, le joueur signe à Schalke 04 pour une durée de quatre ans, et un transfert évalué à 8,5 M€.
Il est titulaire en défense centrale jusqu'au 26 octobre 2019 (9 matches), avant de se blesser. Absent depuis, il n'a donc pas participé à la série noire des joueurs de David Wagner (sur 16 matches sans victoire en Bundesliga).
Le 4 août 2020, il décide de prolonger l'aventure de trois saisons.
À la suite de la relégation de Schalke 04 en deuxième division au terme de la saison 2020-2021, son contrat est résilié.

#### Adana Demirspor (2021-2024)
Le 26 juillet 2021, libre de tout contrat, il s'engage pour deux saisons avec le club turc de l'Adana Demirspor.
Alors en fin de contrat, il prolonge son contrat de deux saisons supplémentaire en juillet 2023.
Alors en difficulté financière, Benjamin Stambouli décide de résilier son contrat avec le club turc en janvier 2024.

#### Retour en France (depuis 2024)
Le 1er février 2024, libre de tout contrat après sa résiliation de contrat avec l'Adana Demirspor, il signe un contrat de 6 mois avec le Stade de Reims, alors en Ligue 1. Auteur de seulement 7 matchs sous les couleurs de Reims (dont 3 titulaire), il quitte le club à l'issue de son contrat en juillet 2024.
Le 10 septembre 2024, le joueur s'engage libre de tout contrat au FC Metz, alors en Ligue 2 pour les deux prochaines saisons. Il rentre en jeu et effectue ses premières minutes sous ses nouvelles couleurs le 24 septembre 2024 lors de la large victoire six buts à zéro de son équipe contre le FC Martigues. En fin de saison, le club accède à la Ligue 1 le 29 mai 2025 en battant le Stade de Reims en barrage.

### En sélection
Stambouli est appelé pour la première fois en équipe de France Espoirs par Erick Mombaerts en 2010 et joue son premier match international contre la Turquie le 8 octobre lors d'un match amical. Il joue trois matchs de qualifications à l'Euro lors de la campagne 2011-2012.
Au total, il comptabilise 14 sélections en Équipe de France Espoirs entre 2010 et 2012.

## Statistiques
| Saison                | Club                  | Championnat           | Championnat | Championnat | Championnat | Coupe nationale | Coupe nationale | Coupe nationale | Coupe de la Ligue | Coupe de la Ligue | Coupe de la Ligue | Supercoupe | Supercoupe | Supercoupe | Compétition(s) continentale(s) | Compétition(s) continentale(s) | Compétition(s) continentale(s) | Compétition(s) continentale(s) | Play-offs | Play-offs | Play-offs | Total | Total | Total |
| Saison                | Club                  | Division              | M.          | B.          | P.d.        | M.              | B.              | P.d.            | M.                | B.                | P.d.              | M.         | B.         | P.d.       | Comp.                          | M.                             | B.                             | P.d.                           | M.        | B.        | P.d.      | M.    | B.    | P.d.  |
| 2010-2011             | Montpellier HSC       | Ligue 1               | 26          | 0           | 1           | 1               | 0               | 0               | 3                 | 0                 | 0                 | -          | -          | -          | C3                             | 1                              | 0                              | 0                              | -         | -         | -         | 31    | 0     | 1     |
| 2011-2012             | Montpellier HSC       | Ligue 1               | 26          | 0           | 2           | 3               | 0               | 0               | -                 | -                 | -                 | -          | -          | -          | -                              | -                              | -                              | -                              | -         | -         | -         | 29    | 0     | 2     |
| 2012-2013             | Montpellier HSC       | Ligue 1               | 21          | 1           | 1           | -               | -               | -               | 1                 | 0                 | 0                 | 1          | 0          | 0          | C1                             | 4                              | 0                              | 0                              | -         | -         | -         | 27    | 1     | 1     |
| 2013-2014             | Montpellier HSC       | Ligue 1               | 37          | 2           | 1           | 3               | 0               | 0               | 1                 | 1                 | 0                 | -          | -          | -          | -                              | -                              | -                              | -                              | -         | -         | -         | 41    | 3     | 1     |
| 2014-2015             | Montpellier HSC       | Ligue 1               | 2           | 0           | 0           | -               | -               | -               | -                 | -                 | -                 | -          | -          | -          | -                              | -                              | -                              | -                              | -         | -         | -         | 2     | 0     | 0     |
| Sous-total            | Sous-total            | Sous-total            | 112         | 3           | 5           | 7               | 0               | 0               | 5                 | 1                 | 0                 | 1          | 0          | 0          | -                              | 5                              | 0                              | 0                              | -         | -         | -         | 130   | 4     | 5     |
| 2014-2015             | Tottenham Hotspur     | Premier League        | 12          | 0           | 0           | 2               | 0               | 0               | 5                 | 0                 | 0                 | -          | -          | -          | C3                             | 6                              | 1                              | 0                              | -         | -         | -         | 25    | 1     | 0     |
| 2015-2016             | Paris Saint-Germain   | Ligue 1               | 27          | 0           | 0           | 6               | 0               | 0               | 3                 | 0                 | 1                 | 1          | 0          | 0          | C1                             | 2                              | 0                              | 0                              | -         | -         | -         | 39    | 0     | 1     |
| 2016-2017             | Paris Saint-Germain   | Ligue 1               | -           | -           | -           | -               | -               | -               | -                 | -                 | -                 | 1          | 0          | 0          | C1                             | -                              | -                              | -                              | -         | -         | -         | 1     | 0     | 0     |
| Sous-total            | Sous-total            | Sous-total            | 27          | 0           | 0           | 6               | 0               | 0               | 3                 | 0                 | 1                 | 2          | 0          | 0          | -                              | 2                              | 0                              | 0                              | -         | -         | -         | 40    | 0     | 1     |
| 2016-2017             | Schalke 04            | Bundesliga            | 23          | 0           | 0           | 3               | 0               | 0               | -                 | -                 | -                 | -          | -          | -          | C3                             | 11                             | 0                              | 0                              | -         | -         | -         | 37    | 0     | 0     |
| 2017-2018             | Schalke 04            | Bundesliga            | 28          | 0           | 2           | 4               | 0               | 0               | -                 | -                 | -                 | -          | -          | -          | -                              | -                              | -                              | -                              | -         | -         | -         | 32    | 0     | 2     |
| 2018-2019             | Schalke 04            | Bundesliga            | 21          | 0           | 2           | 1               | 0               | 0               | -                 | -                 | -                 | -          | -          | -          | C1                             | 5                              | 0                              | 0                              | -         | -         | -         | 27    | 0     | 2     |
| 2019-2020             | Schalke 04            | Bundesliga            | 9           | 0           | 0           | 1               | 0               | 0               | -                 | -                 | -                 | -          | -          | -          | -                              | -                              | -                              | -                              | -         | -         | -         | 10    | 0     | 0     |
| 2020-2021             | Schalke 04            | Bundesliga            | 24          | 0           | 0           | 3               | 0               | 0               | -                 | -                 | -                 | -          | -          | -          | -                              | -                              | -                              | -                              | -         | -         | -         | 27    | 0     | 0     |
| Sous-total            | Sous-total            | Sous-total            | 105         | 0           | 4           | 12              | 0               | 0               | -                 | -                 | -                 | -          | -          | -          | -                              | 16                             | 0                              | 0                              | -         | -         | -         | 133   | 0     | 4     |
| 2021-2022             | Adana Demirspor       | SüperLig              | 32          | 2           | 3           | 4               | 0               | 0               | -                 | -                 | -                 | -          | -          | -          | -                              | -                              | -                              | -                              | -         | -         | -         | 36    | 2     | 3     |
| 2022-2023             | Adana Demirspor       | SüperLig              | 30          | 1           | 5           | 1               | 0               | 1               | -                 | -                 | -                 | -          | -          | -          | -                              | -                              | -                              | -                              | -         | -         | -         | 31    | 1     | 6     |
| 2023-2024             | Adana Demirspor       | SüperLig              | 20          | 1           | 5           | -               | -               | -               | -                 | -                 | -                 | -          | -          | -          | C4                             | 6                              | 1                              | 0                              | -         | -         | -         | 26    | 2     | 5     |
| Sous-total            | Sous-total            | Sous-total            | 82          | 4           | 13          | 5               | 0               | 0               | -                 | -                 | -                 | -          | -          | -          | -                              | 6                              | 1                              | 0                              | -         | -         | -         | 93    | 5     | 13    |
| 2023-2024             | Stade de Reims        | Ligue 1               | 7           | -           | 1           | -               | -               | -               | -                 | -                 | -                 | -          | -          | -          | -                              | -                              | -                              | -                              | -         | -         | -         | 7     | 0     | 1     |
| 2024-2025             | FC Metz               | Ligue 2               | 26          | 1           | 2           | 2               | 0               | 0               | -                 | -                 | -                 | -          | -          | -          | -                              | -                              | -                              | -                              | 3         | 0         | 0         | 31    | 1     | 2     |
| 2025-2026             | FC Metz               | Ligue 1               | 1           | 0           | 0           | -               | -               | -               | -                 | -                 | -                 | -          | -          | -          | -                              | -                              | -                              | -                              | -         | -         | -         | 1     | 0     | 0     |
| Sous-total            | Sous-total            | Sous-total            | 27          | 1           | 2           | 2               | 0               | 0               | -                 | -                 | -                 | -          | -          | -          | -                              | -                              | -                              | -                              | 3         | 0         | 0         | 32    | 1     | 2     |
| Total sur la carrière | Total sur la carrière | Total sur la carrière | 372         | 8           | 25          | 34              | 0               | 1               | 13                | 1                 | 1                 | 3          | 0          | 0          | -                              | 35                             | 2                              | 0                              | 3         | 0         | 0         | 460   | 11    | 27    |

## Palmarès
| Montpellier HSC - Ligue 1 - Champion : 2012 - Coupe de la Ligue - Finaliste : 2011 - Trophée des Champions - Finaliste : 2012. |  | Paris Saint-Germain - Ligue 1 - Champion : 2016 - Coupe de la Ligue - Champion : 2016 - Coupe de France - Vainqueur : 2016 - Trophée des champions - Vainqueur : 2015 et 2016 | FC Schalke 04 - Bundesliga - Vice-champion : 2018 | Tottenham Hotspur - Coupe de la Ligue - Finale : 2015 |